# Yanuarius Teofilus Matopai You
Yanuarius Teofilus Matopai You, né le 1er janvier 1961 à Uwebutu dans la colonie de Nouvelle-Guinée néerlandaise, est un évêque indonésien, évêque de Jayapura depuis 2022. 

## Jeunesse
You grandit dans un village de Papouasie centrale n'ayant pas d'accès à l'éducation supérieure ou à un prête. Il refuse de se marié dans le but de faire une carrière ecclésiastique.  

## Évêque
En 2022, l'évêque de Jayapura Leo Laba Ladjar prend sa retraite dû à son âge. You est nommé plus tard dans l'année. Tôt l'année suivante, il est consacré pour remplacer Ladjar au poste d'évêque. Cette nomination fait de lui le premier évêque d'origine papoue en Indonésie. Il est consacré évêque par le nonce apostolique Piero Pioppo accompagné par Ladjar et Antonius Subianto Bunyamin, évêque de Bandung.